# Aldo Marinelli
Aldo Marinelli (* 1413; † 1451) war ein lateinischer Dichter des Humanismus.
Über das Leben des Dichters ist wenig bekannt. Marinelli stammte aus der oberitalienischen Stadt Mantua und war ein Studienkollege von Basinio Basini und Maffeo Vegio in Parma. Bereits im Alter von sechzehn Jahren verfasste er ein elegisches Gedicht mit dem Titel Lyxandra, das (mit zahlreichen Verweisen auf die Kirke- und Medea-Geschichte) in knapp 300 Versen die Liebe zwischen einem jungen Mann namens Charis und der Hexe Lyxandra schildert. Sein Versuch, mit einer panegyrisch gefärbten mythistorischen Darstellung der Familie der Este (Ausonias, etwa 1200 Hexameter) eine Förderung als Dichter am Hofe der Este in Ferrara zu finden, scheint ihm – anders als Basinio da Parma – nicht gelungen zu sein. Einige Verse in der Praefatio zu seinem umfangreichsten Werk Hadriaticum (sechs Bücher, etwa 5000 Verse), einer Sammlung von Sagen und Mythen der Adria, scheinen darauf hinzudeuten, dass er sein Auskommen am Hof der Malatesta in Rimini fand. Marinelli starb 1451 auf einer Rückreise von Rom nach Rimini und wurde in Sassoferrato begraben. Sein dichterisches Werk wurde erstmals 1851 anlässlich seines 400. Todestags in Mantua gedruckt.

## Werkausgabe
- Aldi Marinelli opera poetica recognovit Ludovicus Fantuzzi Mantuanus. Accedit poetae vita a Lucio Sillano conscripta. Mantua 1851

| Personendaten    | Personendaten                       |
| ---------------- | ----------------------------------- |
| NAME             | Marinelli, Aldo                     |
| KURZBESCHREIBUNG | lateinischer Dichter des Humanismus |
| GEBURTSDATUM     | 1413                                |
| STERBEDATUM      | 1451                                |
| STERBEORT        | zwischen Rom und Rimini             |